# GZA-651
GZA-651 (PAZ-651, KAwZ-651) – rodzina radzieckich autobusów produkowanych przez zakłady Gorkowski Zakład Autobusów (GZA), PAZ i KAwZ w latach 1950–1973. Do napędu użyto silnika R6 o pojemności 3,5 l. Moc przenoszona była na oś tylną (4x2) poprzez 4-biegową manualną skrzynię biegów. Pojazd przewozić mógł 19–20 pasażerów na miejscach siedzących. Konstrukcyjnie oparty był na ciężarowym GAZ-51, budowany na podwoziach dostarczanych przez GAZ.

## Rozwój i produkcja

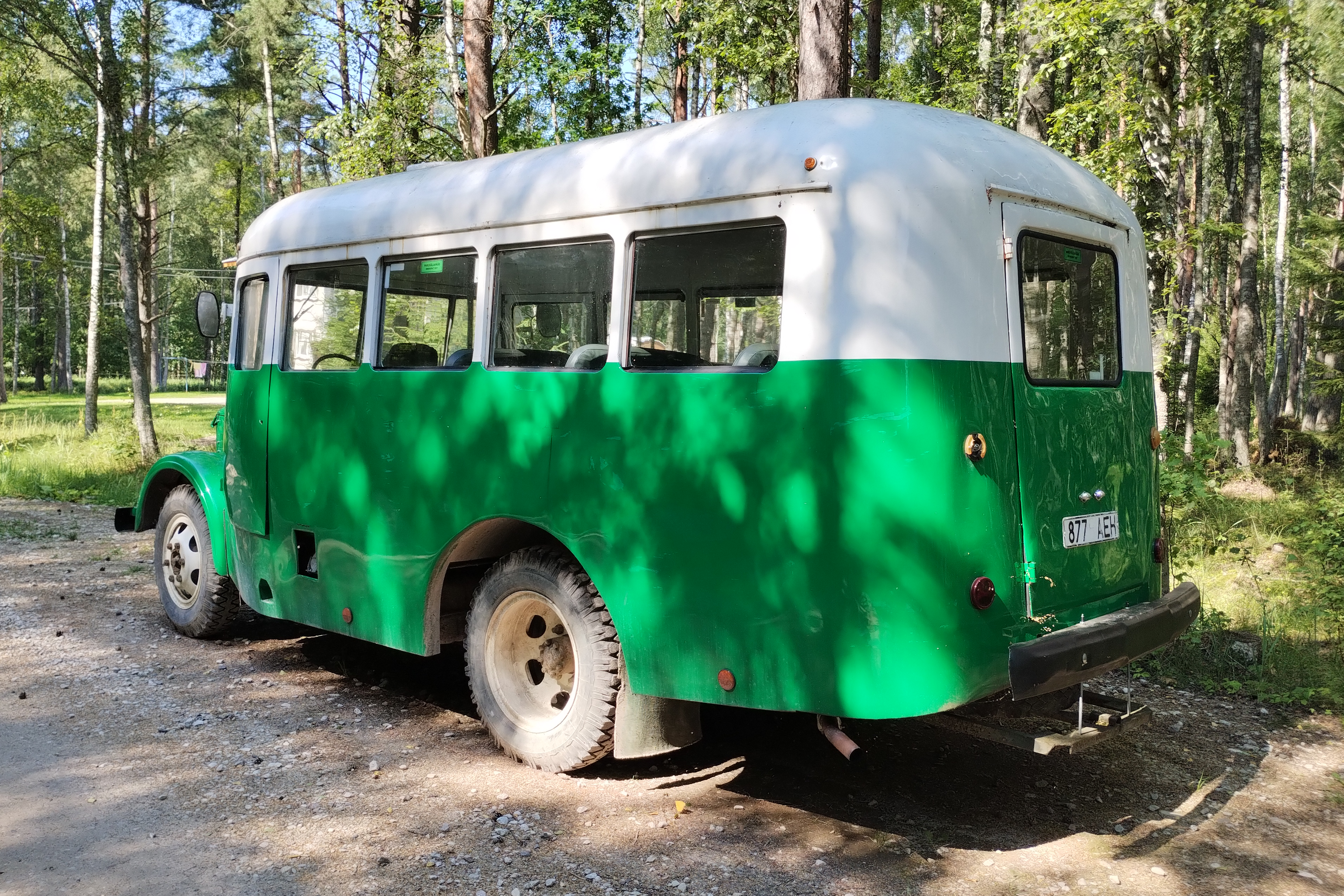
KAwZ-651 od tyłu

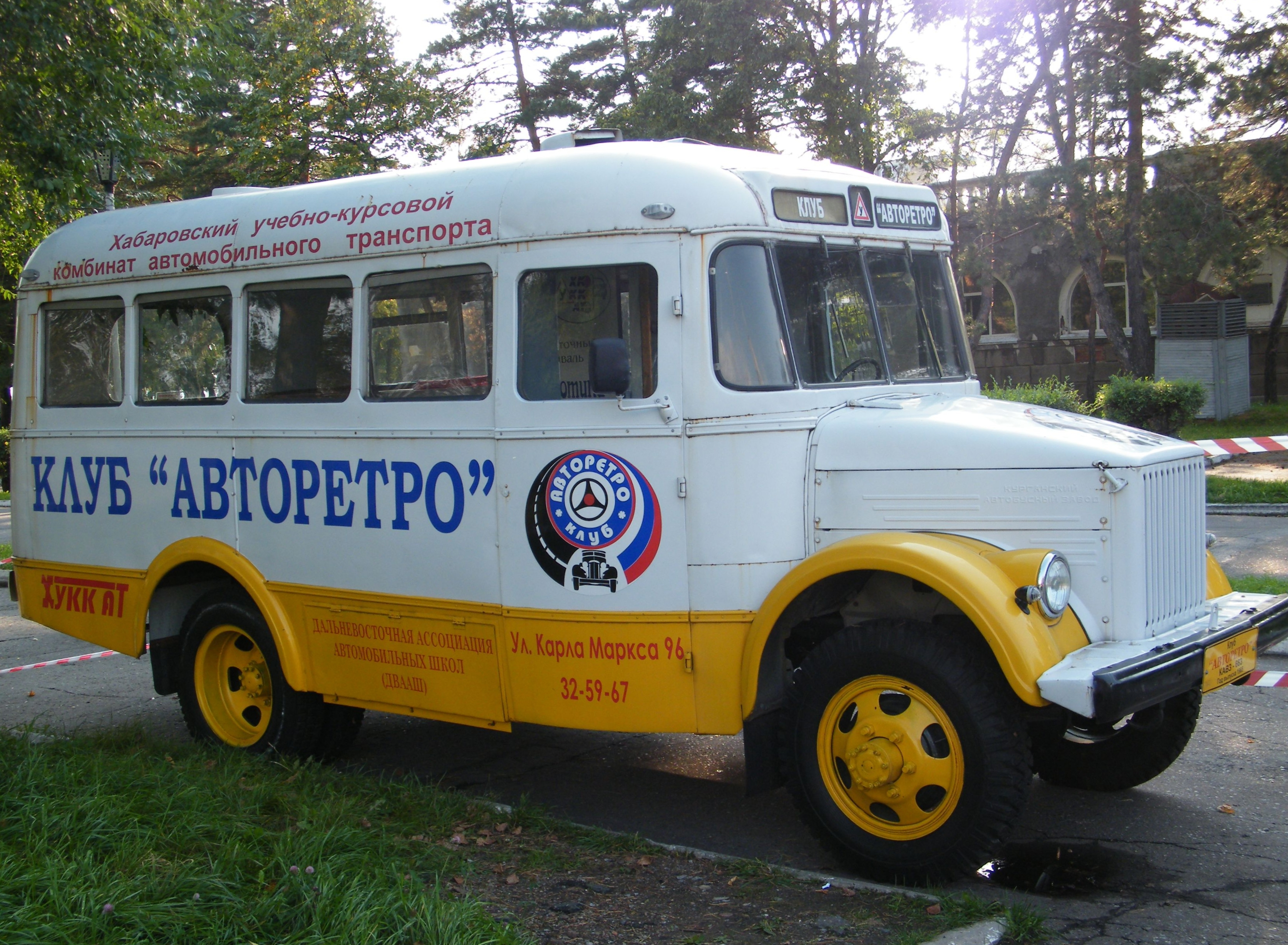
KAwZ-663 (wersja 4×4)

Autobus został opracowany w 1949 roku i pierwotnie produkowany był w latach 1950–1951 w Gorkowskim Zakładzie Autobusów (Gorkowskij Zawod Awtobusow) w Gorkim, pod oznaczeniem GZA-651. Oparty był na kompletnym podwoziu ciężarówki GAZ-51, zbudowanej w klasycznym układzie, z wystającą do przodu maską silnika, i taki układ zachował też autobus. Na podwoziu w jego środkowej i tylnej części zabudowano przedział pasażerski, połączony z kabiną kierowcy. Szkielet nadwozia był drewniany, pokryty blachą, drewniana była również podłoga. Produkcję rozpoczęto w październiku 1950.
Opracowano też alternatywny model GZA-650, zbudowany na przedłużonym podwoziu GAZ-51, lecz z nowocześniejszym wagonowym nadwoziem, ale władze wybrały do produkcji model GZA-651 z uwagi na możliwość szybszego skierowania go do produkcji.
W związku ze zmianą profilu zakładów w Gorkim, produkcję autobusu przekazano następnie wraz z dokumentacją i oprzyrządowaniem do zakładów PAZ, które do tej pory produkowały części samochodowe. Pierwsze autobusy w Pawłowie wyprodukowano 8 sierpnia 1952. Otrzymały one oznaczenie PAZ-651, lecz stosowano także poprzednie oznaczenie GZA-651, zwłaszcza w dokumentacji zakładowej. W odróżnieniu od pierwowzoru, maskę silnika ciężarówki zastąpiono przez nową, bardziej estetyczną, z zaokrągloną kratą atrapy chłodnicy i zaokrąglonym nosem maski, podobną do GAZ-69. Otrzymały one też dodatkowo kierunkowskazy od Pobiedy na przedniej ściance kabiny. W 1957 przeprowadzono modernizację modelu, otrzymał on wówczas całkowicie metalowe nadwozie i nazwę PAZ-651A. W związku z wdrożeniem do produkcji w 1958 roku nowego autobusu PAZ-652, produkcję PAZ-651A przeniesiono do nowo utworzonych zakładów KAwZ, lecz mimo to były one produkowane w Pawłowie jeszcze do 1961 roku. Łącznie wyprodukowano w zakładach PAZ 34 475 autobusów tego modelu, w tym większość – ok. 24 tys. w wersji PAZ-651A.
Produkcja autobusu PAZ-651A została w 1958 roku przekazana także do fabryki KAwZ w Kurganie, gdzie był produkowany pod nazwą KAwZ-651A. Pierwszy wyprodukowano tam 14 stycznia 1958. Autobusy wczesnej produkcji odpowiadały w pełni modelowi PAZ-651A. Jeszcze w 1958 roku zaprzestano montowania przednich kierunkowskazów od Pobiedy. Od końca 1962 roku, dla uproszczenia produkcji, autobusy miały typową maskę i płaską atrapę chłodnicy zunifikowane z ciężarówką GAZ-51, zamiast oryginalnej konstrukcji stosowanej w PAZ-ach. Wprowadzane były następnie niewielkie zmiany, głównie dotyczące oświetlenia tylnego i gabarytowego. W 1970 roku usunięto kwadratowe okienko z numerem linii z dachu znad szyby przedniej. We wrześniu 1970 roku wprowadzono do produkcji ulepszony model KAwZ-651B, różniący się dodaniem ogrzewania kabiny pasażerskiej. Produkowano go do 1973 roku, kiedy został zastąpiony przez nowy model KAwZ-685.
Prosta drewniano-metalowa konstrukcja nadwozia wczesnej wersji oraz zastosowanie gotowego podwozia ciężarówki spowodowały, że autobusy na wzór GZA-651 produkowano także w innych miejscach. Oprócz wymienionych zakładów, produkowano je też w Ryskich Zakładach Autoremontowych w Rydze (pod oznaczeniem RARZ-651) i w Tartuskich Zakładach Autoremontowych w Tartu (jako GZA-651). Podobne nieseryjne modele autobusów budowano też lokalnie na podwoziach GAZ-51 w innych warsztatach, w tym w moskiewskich zakładach autoremontowych Ariemkuz, które opracowały dokumentację uproszczonej wersji.
W latach 1950–1956 produkowano wersję PAZ-653 – ambulans, w latach 1950–1958 zaś PAZ-657 i PAZ-659 – vany o zamkniętym nadwoziu.
Odmianą autobusu był terenowy KAwZ-663, z napędem na obie osie, oparty na podwoziu ciężarówki terenowej GAZ-63.

## Opis
Nadwozie pierwotnie było metalowe na drewnianym szkielecie. Miało troje pojedynczych drzwi: z przodu po prawej stronie dla pasażerów i po lewej dla kierowcy oraz awaryjne w tylnej ścianie. Dla zwiększenia komfortu, tylne resory ciężarówki zastąpiono przez bardziej miękkie, z czterema hydraulicznymi amortyzatorami podwójnego działania.
Na bocznych odejmowanych ścianach maski GZA-651 i wczesnych PAZ-651 był wytłoczony napis „Автозавод им. Молотова” (Awtozawod im. Mołotowa), następnie „Павловский автобусный завод им. Жданова” (Pawłowskij awtobusnyj zawod im. Żdanowa), a na samochodach KAwZ był napis „Курганский автобусный завод” (Kurganskij awtobusnyj zawod).

## Wersje

### GZA-651
- GZA-651 – autobus (1950–1951, 47 szt. w 1950[6], 1207 szt. w 1951[7])
- GZA-653 – ambulans dla 4 noszy lub 13 chorych, przedział sanitarny zabudowany odrębnie od kabiny kierowcy (1951–1952, 2602 szt.)[8]
- GZA-654 – autobus z odkrytym nadwoziem, 23 miejsca (10 szt.)[8]

### PAZ-651
- PAZ-651 – autobus
- PAZ-651A – ulepszony model autobusu, z nadwoziem całkowicie metalowym
- PAZ-651G – wariant osobowo-towarowy, z 14 odchylanymi siedzeniami wzdłuż burt[9]
- PAZ-659W – sanitarka wojskowa, z nadwoziem autobusu, mogła przewozić maksymalnie 20 rannych, w tym 14 leżących[10]
- PAZ-653 – ambulans dla 4 noszy (przedział sanitarny zabudowany odrębnie od kabiny kierowcy – wywodził się w rzeczywistości z konstrukcji ciężarówki, a nie autobusu)[9]
- PAZ-657 – furgon do przewozu chleba o ładowności 2,2 t[11]
- PAZ-658 – jednoosiowa przyczepa do przewozu chleba dla PAZ-657[11]
- PAZ-659 – furgon do handlu obwoźnego o ładowności 2,2 t[11] (od 1955; część na podwoziu GAZ-63[12])
- PAZ-659B – furgon – laboratorium epidemiologiczne, wyprodukowano 365 w latach 1956–1958[13]
- PAZ-661 – furgon do przewozu wiszącej odzieży o ładowności 2 t, wyposażony w 5 poprzecznych wieszaków[11]. Miał cztery pary otwieranych drzwiczek z prawej strony, wyprodukowano 156 w latach 1954–1956[14]

## Dane techniczne

### Silnik
- R6 3,5 l (3485 cm³), 2 zawory na cylinder, benzynowy, SV
- Układ zasilania: gaźnik
- Średnica cylindra × skok tłoka: 82,00 × 100,00 mm
- Stopień sprężania: 6,2:1
- Moc maksymalna: 70 KM przy 2800 obr./min
- Maksymalny moment obrotowy: b.d.

### Osiągi
- Prędkość maksymalna: 70 km/h (załadowany)[1]
- Średnie zużycie paliwa: 22,0 l/100 km (przy 45 km/h)
- Zasięg bez tankowania: 480 km (załadowany)[1]

### Inne
- Prześwit: 305 mm przód, 245 mm tył
- Rozstaw środków kół: 1585 mm przód, 1650 mm tył[1]
- Pojemność zbiornika paliwa: 105 l[1]
- Promień skrętu: 8,1 m
- Kąty: najścia 40°, zejścia: 14,5°[1]
- Wysokość przedziału pasażerskiego: 1780 mm[1]